# Споменик природе Тиса у Ботићевој
Тиса је врста дрвета која је широко распрострањена у Европи: на северу иде до Норвешке и Шведске, на западу је има у Енглеској и целој Европи, на југу до планина Алжира, Португалије, Грчке, Крима и Кавказа; на истоку јој је граница Балтичко море, Естонија и Пољска.

## Природне карактеристике
Код нас се тиса углавном јавља у региону букових и буково-јелових шума у виду појединачних ниских стабала. Има је на Штрпцу код Ђердапа, Тари, Проклетијама, Мокрој планини, Шар-планини. Тиса спада у ред дрвенастих врста које подносе јако засењавање а као одрасло стабло подноси и јаку светлост.
Тиса је углавном жбун или ниско дрво, мада може да израсте и до висине од 20 метара. Достиже дубоку старост, животни век јој је дуг око 1000 година, а стабло достиже дебљину већу од једног метра.
Кора на одраслом дрвету подсећа на платан; црвенкасто смеђи перидерм отпада у љуспама. Корен јој је доста разгранат. Крошња је густа. Гране на стаблу нису у правилним пршљеновима а покривају стабло до његових ниских делоба.
Четине су спирално распоређене на гранчицама, спљоштене су слично као јелове, али су увек на врху зашиљене и са подужним ребрима на лицу и наличју.
Семе сазрева од августа, а отпада од децембра. Семе је прекривено сочним меснатим омотачем црвее боје. Семе тисе посејано у јесен ниче после годину до две, а пањеви дају изданке. Тиса у Ботићевој улици је типичан представник своје врсте. Дебло јој се састоји из шест јаких доњих грана које се пршљенасто одвајају изнад саме површине земље чинећи хабитус стабла. Кора је тамноцрвенкастосмеђе боје, љуспасто испуцала.
| Обим дебла     | 1 м.      |
| Висина стабла  | 11, 5 м.  |
| Пречник круне  | 8, 4 м.   |
| Старост стабла | 50 година |

## Основне карактерисике
Заштићено стабло тисе налази се на Дедињу у Београду, у дворишту породице Петовар. Стабло је близу дворишне капије, на делу зелене површине на којој се налазе засађене појединачне дрвенасте врсте као што су: Вајмутов бор, Панчићева оморика, јела итд.
С обзиром на то да је ово стабло заштићено још 1976. године, испред пршљенастог дела дебла је постављена жута табла за заштиту и она означава да је у питању споменик природе. 

## Оцена стања угрожености
У близини Споменика природе није евидентиран ниједан загађивач. На стаблу се могу уочити калусирани делови седме гране која је давно одваљена или одсечена. Стабло тисе може бити угрожено уколико се новим Регулациним планом ширина Ботићеве улице са садашњих 6 метара прошири на 8 метара. Тада би стабло тисе било удаљено свега 20 центиметара од регулационе линије пута, што би довело перманентног скидања ивичних грана, које учествују у укупној зеленој маси крошње.

## Историјат заштите
Стабло тисе је заштићено Решењем број 352-108 од 8. априла 1976. године које је донео Секретаријат за друштвене делатности Скупштине општине Савски венац на основу Закона о заштити природе. Стабло тисе је обележено таблом којом се обележавају заштићена природна добра.